# 灰叶匹菊
灰叶匹菊（学名：Pyrethrum pyrethroides）为菊科匹菊属下的一个种。

## 扩展阅读
- 維基物種上的相關：灰叶匹菊